# Orkanen Linda

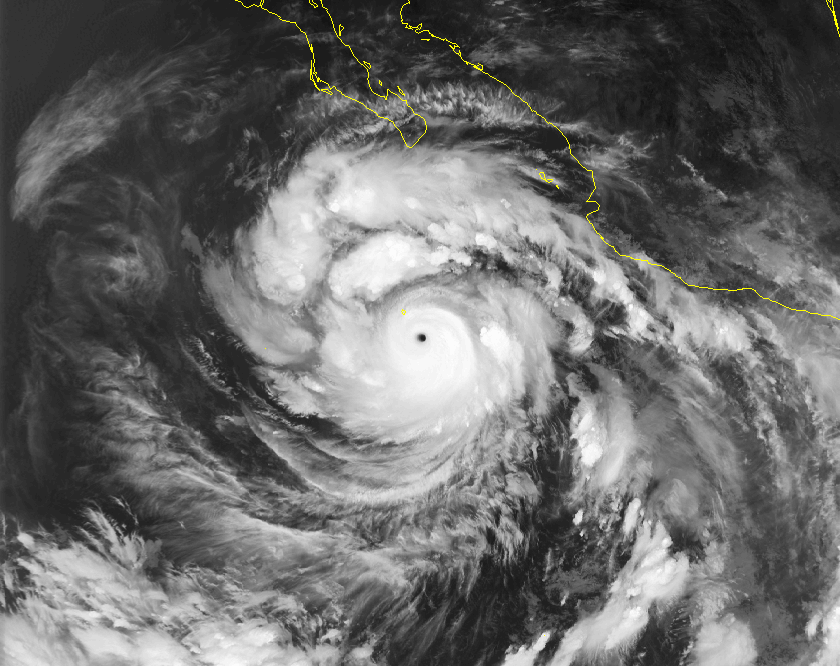
Orkanen Linda

Orkanen Linda är det officiella namnet på en mycket intensiv tropisk cyklon som drog fram över östra Stilla havet i september 1997. Mätt efter lufttrycket i lågtryckets centrum (det s.k ögat) är "Linda" den kraftigaste tropiska cyklonen som någonsin registrerats i östra delen av Stilla havet.
Ovädrets ursprung var en så kallad tropisk våg (ett område med åskoväder mm som rör sig över havet) som lämnade Afrikas västkust 24 augusti. Förhållandena för en vidare intensifiering till ett tropiskt oväder var emellertid ogynnsamma. Den tropiska vågen rörde sig över hela Atlanten och Karibiska havet utan att nämnbar intensifiering skedde. Efter att ha korsat Centralamerika blev emellertid förhållandena mycket bättre för att "vågen" skulle intensifieras och bilda en tropisk cyklon. 10 september uppgraderades ovädret till en tropisk storm och fick därmed det officiella namnet "Linda" efter den i förväg uppgjorda listan för tropiska cykloner i östra Stilla havet. 
Därefter intensifierades ovädret snabbt. Redan dagen efter nådde vindarna orkanstyrka (medelvind minst 33 m/s,119 km/h). Kursen hade ändrats till nordväst och intensifieringen av orkanen accelererade ytterligare. 12 september hade "Linda" blivit en kategori 5-orkan på den femgradiga Saffir–Simpsons orkanskala med en medelvindhastighet 70 m/s, 250 km/h. Senare samma dag nådde orkanen sin maximala styrka med ett lufttryck i ögat på bara 902 millibar, det lägsta som uppmätts i en tropisk cyklon i den delen av världen. Medelvinden/varaktiga vindhastigheten hade nu ökat till 83 m/s, nästan 300 km/h, betydligt högre i vindbyarna. Som jämförelse nådde vindhastigheten i vinterstormen Gudrun 2005 som mest 35-40 m/s i vindbyarna.
Ovädret passerade över den mycket glesbefolkade Soccoro-ön som en kategori 5-orkan men eftersom ön var glesbefolkad krävdes lyckligtvis inga dödsoffer. Följande dagar kom orkanen in över områden med kallare havsvatten vilket försvagade orkanen successivt och 17 september upplöstes ovädret. Eftersom "Linda" aldrig drabbade tätbebyggda områden omkom ingen person och de materiella skadorna var marginella.